# Тершаков
Тершаков (укр. Тершаків) — село в Комарновской городской общине Львовского района Львовской области Украины.
Население по переписи 2001 года составляло 112 человек. Занимает площадь 2,3 км². Почтовый индекс — 81557. Телефонный код — 3231.